# Symphysodon
Het geslacht Symphysodon (letterlijk "met in de kaak vergroeide tanden") omvat uitsluitend de discusvis en behoort tot de familie der cichliden (Cichlidae). Dit geslacht is onderverdeeld in twee soorten:

## Soorten
- Symphysodon discus discus
- Symphysodon aequifasciatus, met 3 ondersoorten:
  - Symphysodon aequifasciatus axelrodi (of bruine discus: voor het eerst beschreven door Schultz in 1960)
  - Symphysodon aequifasciatus aequifasciatus (of groene discus genoemd: voor het eerst beschreven door Pellegrin in 1903)
  - Symphysodon aequifasciatus haraldi (of blauwe discus: Schultz, 1960)

Alle nakweek van de discusvis komt voort uit kruisingen tussen de bovenvermelde wildvangsoorten. Jaarlijks komen er nieuwe variëteiten bij door ver doorgedreven, selectieve kweektechnieken.